# Sherlock Holmes: Crimes & Punishments
Sherlock Holmes: Crimes & Punishments (рус. «Шерлок Холмс: Преступления и наказания») — компьютерная игра в жанре квеста, разработанная украинской студией Frogwares. Изначально издателем выступала компания Focus Home Interactive, позже изданием стала заниматься сама Frogwares.
Игра стала седьмой основной частью в серии «Приключения Шерлока Холмса» о знаменитом сыщике Шерлоке Холмсе и его напарнике докторе Ватсоне. Выход состоялся 30 сентября 2014 года на персональном компьютере под управлением Windows и игровых консолях Xbox 360, PlayStation 3, а также Xbox One и PlayStation 4. Релиз игры на Nintendo Switch состоялся 3 февраля 2022 года.

## Сюжет
В роли известного лондонского сыщика Шерлока Холмса игроку предстоит раскрыть шесть различных преступлений, некоторые из которых являются прямыми адаптациями оригинальных произведений о Шерлоке Холмсе сэра Артура Конан Дойла.

### Дела для расследования
- «Судьба Черного Питера» (англ. The Fate of Black Peter) (на основе рассказа «Чёрный Питер» из третьего цикла рассказов о Холмсе)
- «Тайна исчезнувшего поезда» (англ. The Riddle on the Rails) (на основе короткого рассказа «Исчезнувший экстренный поезд»)
- «Кровавая баня» (англ. The Blood Bath)
- «Убийство на Эбби-Грейндж» (англ. The Abbey Grange Affair) (на основе рассказа «Убийство в Эбби-Грейндж»)
- «Драма в Кью-Гарденс» (англ. The Kew Gardens Drama)
- «Прогулка в лунном свете» (англ. The Half-Moon Affair)

### Главные персонажи
Игра ведётся Шерлоком Холмсом и доктором Ватсоном, однако в некоторых эпизодах управление передаётся другим персонажам.
Внешность главных героев (см. также раздел в статье о серии игр) является продолжением варианта внешности, который был использован в предыдущей части, «Последняя воля Шерлока Холмса», где вид героев был значительно изменён в сравнении с более ранними частями; кроме того, впервые в серии игр, в данной игре внешность героев поддаётся настройке игроком.

## Игровой процесс
Геймплей игры претерпел значительные изменения, в сравнении с предыдущими частями серии. Игра выполнена в жанре квеста.
Перспектива виртуальной камеры — вид от первого лица, или же от третьего лица (героя видно со спины; переключение выполняется при нажатии клавиши «R»). Разработчики также отказались от вида со стороны, как в классических квестах, который присутствовал в «Последней воле Шерлока Холмса», «Шерлок Холмс против Джека Потрошителя» и в ряде других игр компании о Холмсе. Управление традиционно ведется при помощи мыши и клавиатуры.
Изменилась структура игры: если ранее сквозь всю игру тянулось одно большое дело, которое и занимало весь сюжет, то теперь присутствует сразу несколько дел, меньших, однако, по продолжительности. В каждом из этих дел игроку доступно для исследования несколько локаций, причем игрок может возвращаться (выбрав локацию на карте) к уже исследованным локациям. Каждый случай является самодостаточным и, кроме игровых достижений, таких как моральный выбор, не связан с другими.
На протяжении игры игроку необходимо проводить детективное расследование, используя различные инструменты сыщика, осматривать места преступлений, проводить опыты с химическими материалами и т.п.
«Дедуктивная таблица», которая присутствовала в игре начиная с «Джека Потрошителя», была переработана, и теперь представляет собой визуализацию умозаключений Холмса. Управляя данными умозаключениями, игрок оперирует данными, полученными в ходе расследования дела, и делает те или иные выводы. Эти выводы способны повлиять на исход дела. Чем более подробно игрок составит карту впечатлений от дела, тем больше у него будет фактов, которыми можно оперировать. На основе этих фактов можно сделать вывод, кто именно был виновен в совершенном преступлении.
В каждом деле игрок может обвинить разных людей в преступлении (либо оправдать их): таким образом, каждое дело содержит в себе сразу несколько вариантов окончания. После того, как Шерлок вынесет приговор подозреваемому, нужно подтвердить его и перейти к новому делу. Возможно «опробовать» все варианты окончания дела, обвинив поочередно разных людей, а после выбрать окончательную версию, и, утвердив её, заняться следующим.
Присутствуют задачки на логические мышление (выполненные как мини-игры — так, например, выполнено открытие замка) — как и в «Последней воле», игрок может пропустить ту или иную задачу, если она кажется ему слишком сложной.
Холмс обладает возможностью осматривать персонажа и делать точные выводы о нём, основываясь на своем дедуктивном методе — для того чтобы создать «Портрет» персонажа, игроку необходимо нажать на кнопку осмотра во время диалога.
У игрока также есть возможность использовать умения, названные «Воображением» и «Талантом» Холмса, первая — иллюстрирует, на основании представлений Холмса, события, которые могли произойти с тем или иным предметом (при этом предмет, который представляет Холмс, изображается в виде «призрака»), второй — позволяет игроку проще найти предметы, которые продвинут расследования, выделив их на экране. Впервые в серии игр здесь реализованы экшен-сцены — так, в одной из сцен Холмс участвует в драке, в иной — в кулачном бое.

## История разработки
Название «Шерлок Холмс: Преступления и наказания» является отсылкой к классическому роману русского писателя Фёдора Достоевского «Преступление и наказание» (сама игра также содержит отсылки к этому произведению — так, Шерлок Холмс читает данную книгу).
Игра стала седьмой основной игрой в серии компьютерных игр компании Frogwares «Приключения Шерлока Холмса», сюжет которых связан с рассказами и повестями Артура Конан Дойла, и следующей после «Последней воли Шерлока Холмса».
Первые сведения о разработке появились в начале 2013 года; вместе с анонсом игры появились некоторые подробности — например, то, что разработчики создают эту игру на лицензированном игровом движке Unreal Engine 3, отойдя от собственной технологии (в качестве преимуществ от использования другого движка, назван новый уровень графики и возможность создать более прогрессивную и плавную анимацию), а также то, что компания отказалась от классического для квестов управления «point-and-click». Вместо одного дела, идущего сквозь всю сюжетную линию, в игре «будет восемь дел-расследований» (позднее количество дел было сокращено до шести). Кроме того, впервые в серии игр игрокам будет предложена возможность так называемого «морального выбора», который способен повлиять на исход дела. Тогда же появились и первые скриншоты.
30 апреля 2013 года Frogwares опубликовала новый и, в сущности, первый игровой ролик игры, представляющий собой техническую демонстрацию («Crimes & Punishments: Tech Demo»), видео появилось и в записи в блоге компании, где рассказывается о том, что новый игровой движок позволил реализовать вещи, которые не позволяли ограничения предыдущего движка.
Игра была продемонстрирована на стенде издателя Focus Home Interactive на июльской выставке E3 (Electronic Entertainment Expo) 2013.
Первоначально было заявлено, что игра выйдет на ПК, Xbox 360 и PlayStation 3, однако 23 сентября 2013 года игра была анонсирована на ещё одной платформе — PlayStation 4; «Преступления и наказания» стала первой игрой компании, которая выходит на консоли нового поколения (ещё позднее к платформам была добавлена Xbox One), кроме того, были опубликованы новые скриншоты.
В конце 2013 года и начале 2014  в дневнике разработчиков были опубликованы сообщения о том, как создаются головоломки, об отличиях компьютерной и консольных версий, о том, как выглядит квартира Шерлока и Джона Ватсона на Бейкер-стрит в различных играх серии и в этой игре.
1 апреля 2014 года разработчики опубликовали шутливое видео-поздравление «Break Free» с персонажами игры.
13 марта опубликован материал о создании уровня, показывающий разные этапы, которые проходит уровень во время разработки — на примере уровня с Королевскими ботаническими садами (англ. Royal Botanic Gardens).
В июне игра была продемонстрирована прессе и игрокам (было показано одно из дел, которое расследует Шерлок) на выставке E3 2014 на стенде международного розничного издателя Frogwares, компании Focus Home Interactive; некоторые издания, посетившие выставку, отметили игру наградами: в частности, сайт jeuxvideo.com оценил игру как «Лучшую адвенчуру» на Е3 («Best adventure game at E3»).
В конце сентября стало известно о конфликте между Frogwares и российским издателем «1С-СофтКлаб», с которым ранее было заключено соглашение на издание и локализацию игры (этим же издателем была переведена и издана предыдущая часть, The Testament of Sherlock Holmes): причиной стало решение разработчиков (компания базируется в Киеве и разделяет взгляды активистов евроинтеграции Украины, см. также «Евромайдан») вставить в игру вступительный текст с посвящением игры  «Небесной сотне» (погибшие участники «Евромайдана»); издатель попросил убрать эту надпись, а после отказа Frogwares отказался издавать игру; Frogwares перевела игру (субтитрами) своими силами, на русский и украинский языки. Данный шаг разработчиков был оценен различно игроками в связи с различным восприятием событий на Украине.
Следующие записи в блоге разработки посвящены вопросам озвучивания, последним трейлерам и, наконец, релизу игры, который состоялся 30 сентября 2014 года на всех заявленных платформах.
3 февраля 2022 года состоялся релиз версии для Nintendo Switch.

## Игровой движок
Впервые в играх серии (если не учитывать первую часть, построенную на сторонней технологии) Frogwares перешла с собственного игрового движка, разработанного внутри компании и применяемого (подвергая постоянным улучшениям) в каждой новой игре о Шерлоке Холмсе, на лицензированный Unreal Engine третьего поколения.
Это, по словам разработчиков, позволило создать более реалистичную анимацию персонажей и детализированную графику с современными пост-эффектами, кроме того, упростило портирование на различные игровые консоли. Frogwares было решено самостоятельно портировать игру на игровые приставки (предыдущая часть The Testament of Sherlock Holmes, была перенесена на консоли с ПК компанией Spiders).

## Рецензии и оценки
| Сводный рейтинг       | Сводный рейтинг                      |
| Агрегатор             | Оценка                               |
| --------------------- | ------------------------------------ |
| GameRankings          | PC: 80,60 % PS4: 75,00 %             |
| Metacritic            | 77 % из 100 % (для ПК) 75 % из 100 % |
| Иноязычные издания    |                                      |
| Издание               | Оценка                               |
| GameSpot              | 8 из 10                              |
| IGN                   | 7,5 из 10                            |
| Adventure Gamers      | 4 из 5 %                             |
| Gameblog.fr           | 4 из 5 %                             |
| Ragequit.gr           | 86 % из 100 %                        |
| Русскоязычные издания |                                      |
| Издание               | Оценка                               |
| PlayGround.ru         | 8/10                                 |
| Riot Pixels           | 73 %                                 |
| «Игромания»           | 8 из 10                              |
| «Канобу»              | 8 из 10                              |

Игра, в целом, получила очень положительные оценки от профильной прессы и игроков.
Средняя оценка на агрегаторе оценок Metacritic составляет 77% из 100% в версии для персонального компьютера, и 75% из 100% в версии для PlayStation 4 (по состоянию на ноябрь 2014 игра является одной из самых высокооцененных игр для данной платформы).
Игровой ресурс Gamespot, выставивший оценку 8 из 10 с припиской «Great» (рус. «Замечательно»), начинает обзор словами, «что серия игр о Шерлоке Холмсе от Frogwares, незаметно ставшая одной из лучших серий среди приключенческих игр», «принимает новый уровень [с этой игрой], когда дело касается игровой механики, повествования и визуальной стороны», завершая статью такими выводами: «Ничто не может сравниться с подлинными рассказами Конан Дойла о голубых карбункулах, светящихся собаках и скандалах в Богемии, но эта игра — самое близкое к ним, что можно получить. Вы не должны быть Шерлоком Холмсом чтобы сделать вывод, что эта игра — одно из лучших приключений в этом году».
4 из 5 выставляет игре ресурс Adventure Gamers, специализирующийся на обозревании и новостях по играм в жанре «квест». Было отмечено наличие сразу нескольких дел с хорошими сценариями и концовками, добавляющими желания переигрывать (в то же время к недостаткам причислено то, что концовки «ограничиваются иными обвинениям»), графика и звук описаны как «триумф визуального и звукового дизайна» («Шерлок никогда не выглядел лучше»).
В обзоре на французском ресурсе Gameblog.fr так же была отмечена качественная графика и «атмосфера», «разнообразные исследования» и «свобода совершать ошибки в выводах» (к недостаткам отнесли относительную легкость для бывалых игроков в игры жанра «квест» и «не всегда убедительные мини-игры»), подведя итоги, что это — «учитывая первоклассную графику, идеальный подозреваемый на звание лучшей приключенческой игры»; оценка — 4 из 5.
Положительную оценку — 86% из 100% — поставил игре и греческий ресурс Ragequit.gr, заключив, что «„Преступления и наказания“ одна из тех игр, в которую спокойно можно играть во второй половине дня, вечером, в любое другое время, и в которую захочется играть ещё не один раз, пока не дойдешь до конца». Графическая составляющая описана как «наиболее впечатляющая» в приключенческих играх.
В 7.5 из 10 оценил игру американский сайт IGN.
Российский журнал «Игромания» поставил игре оценку 8 из 10 с припиской «Отлично». Рецензент положительно оценил визуальную составляющую игру и дизайн локаций, а также сценарную часть: «... заслуга Crimes & Punishments примерно на 70% — в сценарии: именно великолепные истории, а не поиск частиц грязи на чьих-либо руках и не изучение лужиц крови, держат у экрана. И форму для сюжета авторы подобрали достойную: наконец-то получается ассоциировать себя с Шерлоком Холмсом именно как с гениальным сыщиком, а не просто с популярным медиа-героем», подведя вердикт: «Лучшая игра про Шерлока Холмса и один самых увлекательных детективов последних лет. Да еще и с великолепным визуальным рядом! Совсем не этого ждешь от классического квеста про поиск улик и дедукцию».
Игровой ресурс Kanobu.ru в своей рецензии охарактеризовал игру как «Лучшую игру про Шерлока Холмса», выставив 8 баллов из 10. Рецензент положительно отозвался об изменениях в игровом процессе и дизайне локаций. Автор обзора отмечает, что Frogwares не забывает делать многочисленные отсылки к предыдущим играм серии («Не забыли авторы и о поклонниках их историй: герои вскользь упоминают события Jack the Ripper и The Awakened»).
Положительные оценки поставили более 90% пользователей (согласно отзывам игроков в Steam).

## Продажи
Летом 2018 года, благодаря уязвимости в защите Steam Web API, стало известно, что точное количество пользователей сервиса Steam, которые играли в игру хотя бы один раз, составляет 142 209 человек.